# Natalya Pasichnyk
Natalya Pasichnyk (ukrainska: Наталія Ігорівна Пасічник: Natalija Ihorivna Pasitjnyk), född 13 februari 1971, i Rovno i Ukrainska SSR i Sovjetunionen (nu Rivne i Ukraina), är en svensk-ukrainsk konsertpianist. 
Hon är första svenska musiker att vinna Global Music Awards guldmedalj (2024).

## Biografi
Pasichnyk påbörjade sina musikstudier i piano vid tre års ålder. Hon studerade 1989–1994 i Lviv, Ukraina, för professor Josef Örmeny, 1994–1995 vid Uniwersytet Muzyczny Fryderyka Chopina i Warszawa, Polen, för professor Andrzej Stefanski, och 1997–1999 vid Kungliga Musikhögskolan, för professor Staffan Scheja.
Hon tog 1994 examen som solist, kammarmusiker och pianopedagog. 2021 tog hon examen med titeln Doctor of Arts vid Stanisław Moniuszko Academy of Music i Gdańsk och 21 juni 2023 erhöll hon titeln Filosofie doktor i artistisk forskning vid Griegakademin, Universitetet i Bergen. 
Pasichnyk har framträtt över hela Europa, i USA, Japan, Argentina, både som solist och som kammarmusiker. Hon har framträtt i konserthallar som exempelvis Santory Hall (Tokyo), Teatro Colón i Buenos Aires, Berwaldhallen (Stockholm), Stockholms konserthus, deSingel (Antwerpen), Auditori Winterthur (Barcelona), Laeiszhalle (Hamburg), Teatro Colón (Buenos Aires), Warsaw Philharmonic, NOSPR concert hall, National forum of music i Wroclaw, Poznań Philharmonic, Baltic National Philharmonic, på festivaler som Ludwig van Beethoven Easter Festival, Mozart festival, International Chopin and his Europe Music Festival, , Schubertiada (Spanien), Duszniki International Chopin Piano Festival, Three Choirs Festival, St Magnus International Festival, Nordlysfestivalen, La Folle Journee de Varsovie, Gdansk Piano Autumn (Polen), European Festival: Ukrainian Spring. Hon har framträtt tillsammans med bland annat Sveriges Radios Symfoniorkester, Mozarteum (Tyskland), Orchestre d'Auvergne (Frankrike), Kungliga filharmonikerna, Lviv National Philharmonic Orchestra, Kremerata Baltica, Philharmonic Orchestra of Kraków, Wrocław Philharmonic Orchestra, Helsingborgs Symfoniorkester, Polish-Baltic Philharmonic Orchestra , Poznań Philharmonic Orchestra, Covent Garden Chamber Orchestra, INSO-Lviv, NorrlandsOperan, bl.a. under ledning av dirigenter som, Christopher Hogwood, Jevgenij Svetlanov, Arie van Beck, Jacek Kaspszyk, Michael Zilm, Marek Mos, B Tommy Andersson, Gidon Kremer, Tobias Ringborg, David Niemann,och Robert Stehli.
Pasichnyk har gjort flera inspelningar för radio (till exempel, Sveriges radio P2, BBC Radio 3, belgisk, spansk och polsk radio, SVT, TV4, polska TV-kanaler) samt kommersiella inspelningar för skivbolag som, Navona Records, BIS records, NAXOS (Chopin; 5 stjärnor i Gramophone, Diapason och Svenska Dagbladet), OPUS 111, Pro Musica Camerata, Musicon (Bach, Messiaen; fick 5 stärnor i musikmagasinet Muzyka21), CD Accord.

Pasichnyk har vunnit pris i den femte nordiska Pianistkonkurrence (1998, Nyborg, Danmark), The World Piano Competition (1999, Cincinnati, USA) och erhöll juryns speciella pris i ”The International Piano Competition Umberto Micheli” (2001, Italien). Hon fick Anders Walls stipendium (2000), var med i ”Ung och Lovande” arrangerat av Riksförbundet Sveriges Kammarmusikföreningar 1999. Hon har fått Kungliga Musikaliska Akademiens stipendier ett flertal gånger. 2017 fick hon Stockholm stads kulturstipendium i musik med motiveringen:
"Den talangfulla konsertpianisten Natalya Pasichnyk håller den glömda ukrainska musiken vid liv. Genom att framföra några av Ukrainas främsta äldre tonsättare uppmärksammar hon ett genialt kulturarv. Natalya Pasichnyks interpretation för oss till en förgången värld fylld av skönhet och melankoli".
2022 fick hon Svenska Kyrkans Musikpris. 2024 erhöll hon Bo Bringborns musikpris för främjandet av individuell skaparkraft, samt Nils Göran Olves stiftelses musikpris. 2024 vann hon för sin inspelning Rethinking the Well-Tempered Clavier av J. S. Bach guldmedaljen i Global Music Awards. 2025 fick Pasichnyk vid en ceremoni på Prins Eugens Waldemarsudde i närvaro av H. M Drottning Silvia Stiftelsen Renässans för Humanioras kulturpris
Hon ger även regelbundet masterclasses och grundade 2018 The Ostroh International Chamber Music Course. Hon medverkar i den omtalade dokumenterären Ukrainsk Rapsodi som sänts på Sveriges Television.
Hon är grundare (2014) och direktör för Ukrainska institutet i Sverige – en kultur-diplomatisk organisation med Strömsborg i Stockholm som bas. Hon är artistisk ledare för musikfestivalen European Festival: Ukrainian Spring. Natalya är affilierad till Kungliga Musikhökskolan i Stockholm.

## Priser, utmärkelser och stipendier
- 1998 5:e Nordiske Pianistkonkurrence[17]
- 1998 Kungliga Musikaliska Akademien Freundstipendiat.
- 1999 Kungliga Musikaliska Akademiens utlandsstipendium.
- 1999 The World Piano Competition
- 1999 “Ung och Lovande”- organiserat av Kammarmusikförbundet[18]
- 2000 Anders Walls stiftelser - Giresta-stipendiat[19]
- 2014 OPUS-listan #3[20]
- 2017 Stockholm stads kulturstipendium[7]
- 2022 OPUS-listan[21]
- 2022 Svenska Kyrkans kulturstipendiat inom musik[22]
- 2024 Bringborns Musikpris[23]
- 2024 Global Music Awards, Gold medal[24]
- 2024 Stiftelsen Kungliga Teaterns Solister - Nils Göran Olves Stiftelses stipendium
- 2025 Stiftelsen Renässans för Humanioras Kulturpris[10]

## Diskografi
- Rethinking the Well-Tempered Clavier (NV6593, Navona Records, 2024)
- The Spirit of Freedom (Fundazja Art Forma, 2023)
- Regamey & Regamey. Pasiecznik & Pasiecznik (Polmic 162-163, 2021)
- Consolation - Forgotten treasures of the Ukrainian soul (BIS records, 2016)[25][26]
- Mozart, W.A.: Concert Arias (Bella mia fiamma…) (CD Accord, 2012)
- Chopin - complete songs (NAXOS, 2010)
- Wolfgang Amadeus Mozart – Complete songs (Pro Musica Camerata, 2006)
- The Fourth Dimension (Musicon, 2005)
- Felix Mendelssohn-Bartholdy | Antonin Dvorak[död länk] (Pro Musica Camerata, 2003)
- Dumky – Popular Ukrainian songs for voice and piano (OPUS111, 2001)[27]
- Musik i Giresta kyrka (True Track production, 2000)